# جيم كاشمان
جيم كاشمان (بالإنجليزية: Jim Cashman)‏ هو لاعب قذف أيرلندي، ولد في 9 يونيو 1965 في Blackrock, Cork ‏ في جمهورية أيرلندا.